# OMB Enterprise Architecture Assessment Framework
Das OMB Enterprise Architecture Assessment Framework (EAAF) liefert ein Vorgehensmodell zur Bewertung der Entwicklung einer Unternehmensarchitektur. Es wird der Gruppe der Add-On Frameworks zugeordnet und ist eines von über fünfzig am Markt verfügbaren Frameworks.

## Entwicklung
Die Entwicklung des Frameworks wird vom amerikanischen Office of Management and Budget (OMB) vorangetrieben. Seit 2009 existiert die EAAF Version 3.1.

## Aufbau
Im Gegensatz zum Enterprise Architecture Management Maturity Framework (EAMMF), das von Beginn einer Architekturentwicklung angewendet werden kann, wird das EAAF erst zu einem späteren Reifegrad verwendet: Die Architektur ist zu diesem Zeitpunkt bereits entwickelt und wird nunmehr fortwährend  bewertet und verbessert. Es beschreibt ein Performance Improvement Lifecycle zur Performanceverbesserung.

## Anwendung
Das EAAF wird in den US-amerikanischen Bundesbehörden eingesetzt, um Probleme bei der Architektur-Entwicklungsarbeit sowie Anwendungsprobleme zu benennen.